# Behaarde struweelroos
De behaarde struweelroos (Rosa caesia, synoniem: Rosa corrifolia, Rosa dumalis subsp. coriifolia) is een struik die behoort tot de rozenfamilie (Rosaceae). De soort komt van nature vooral voor in Zuid- en Midden-Europa en is zeldzamer in West- en Noordwest-Europa. De behaarde struweelroos  staat op de Nederlandse Rode lijst van planten als zeer zeldzaam en stabiel of toegenomen. Het aantal chromosomen is 2n = 35 of 42.

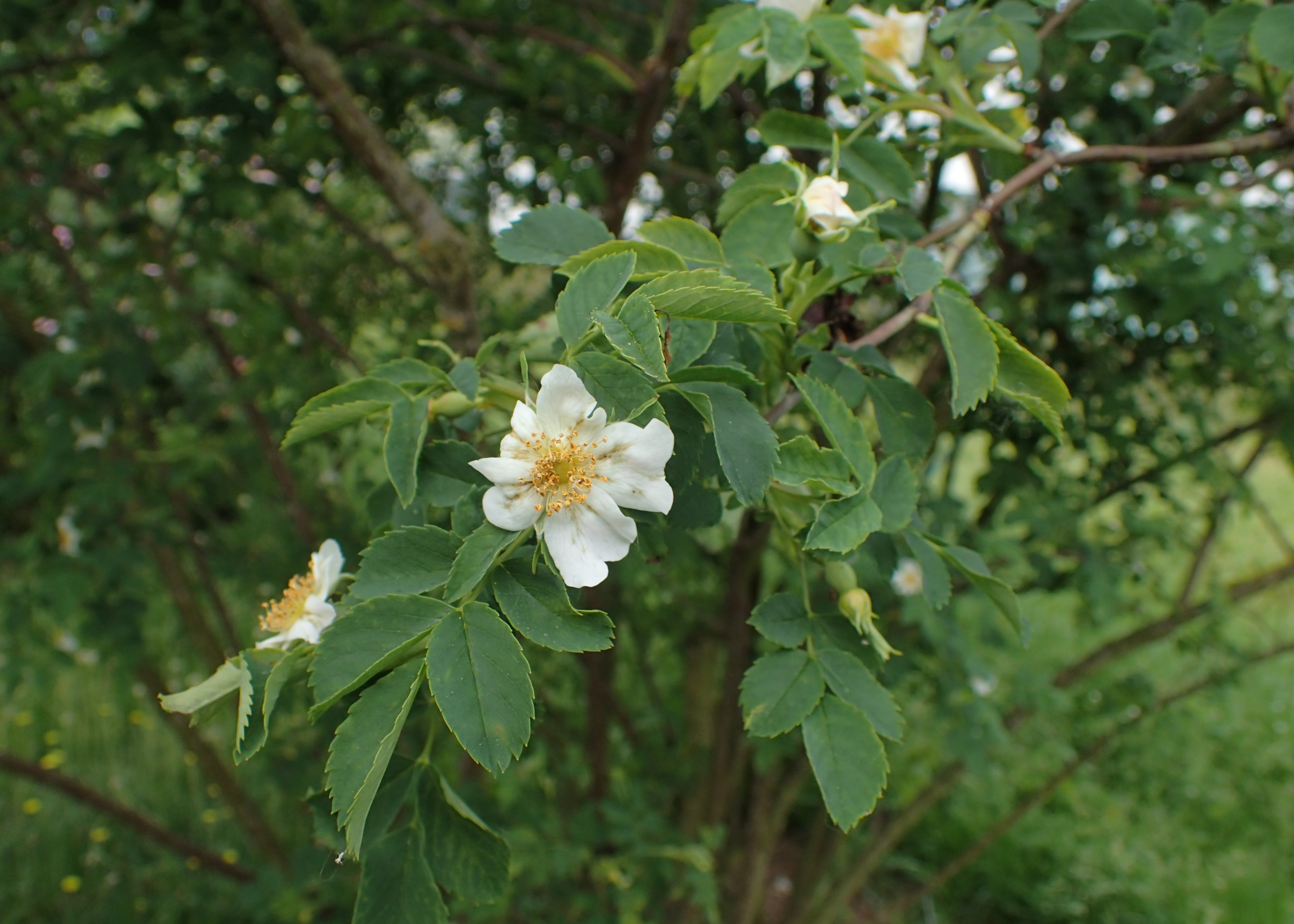
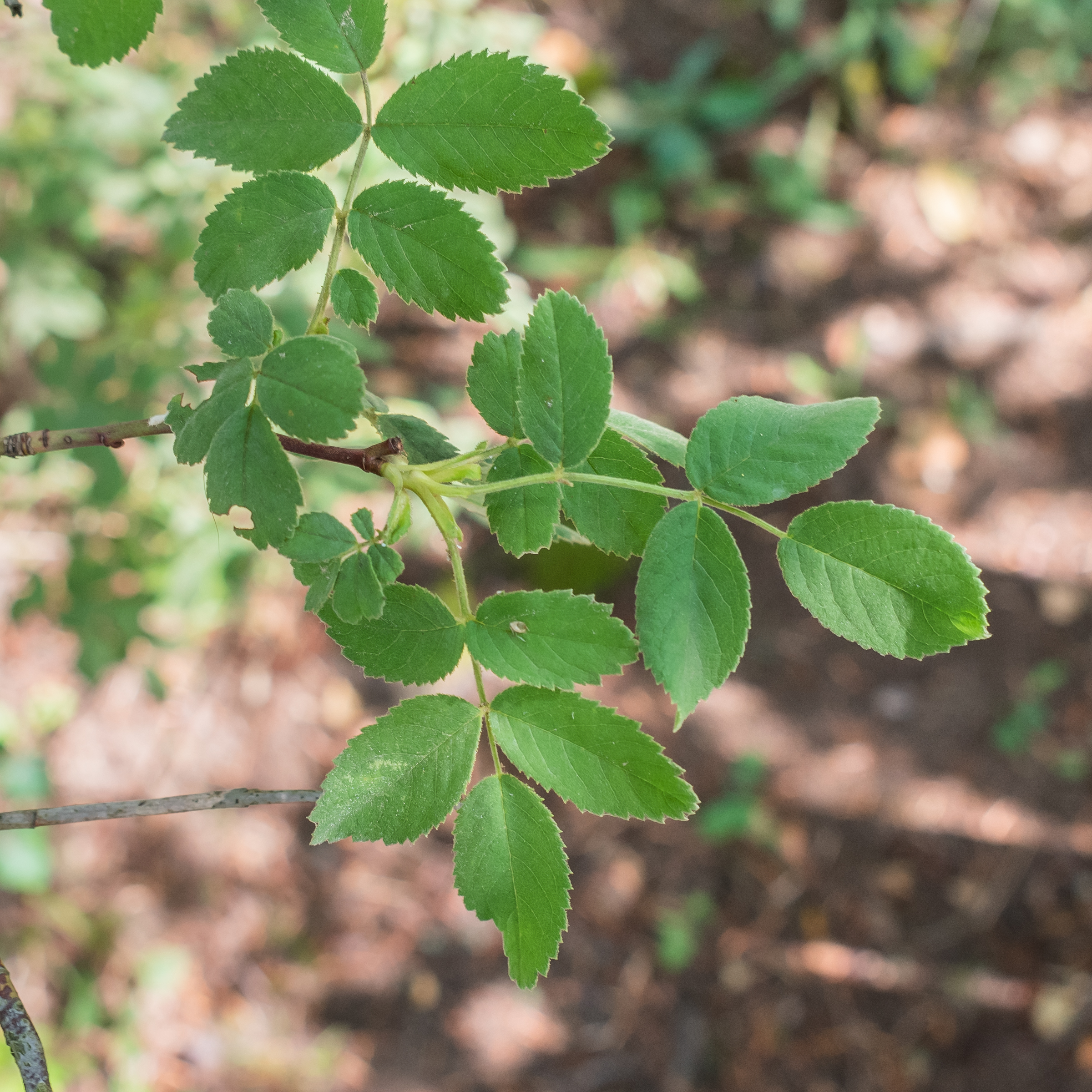
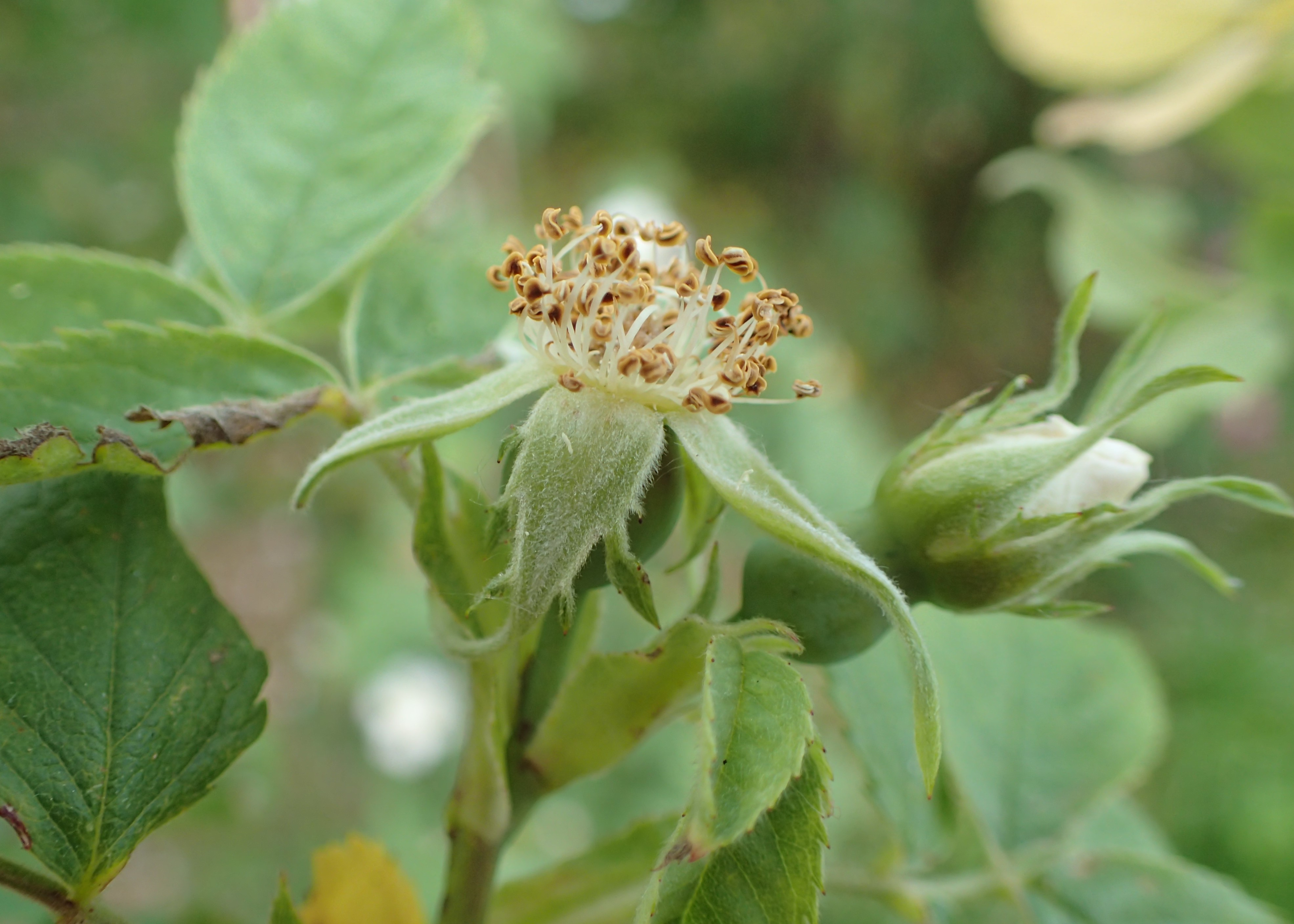
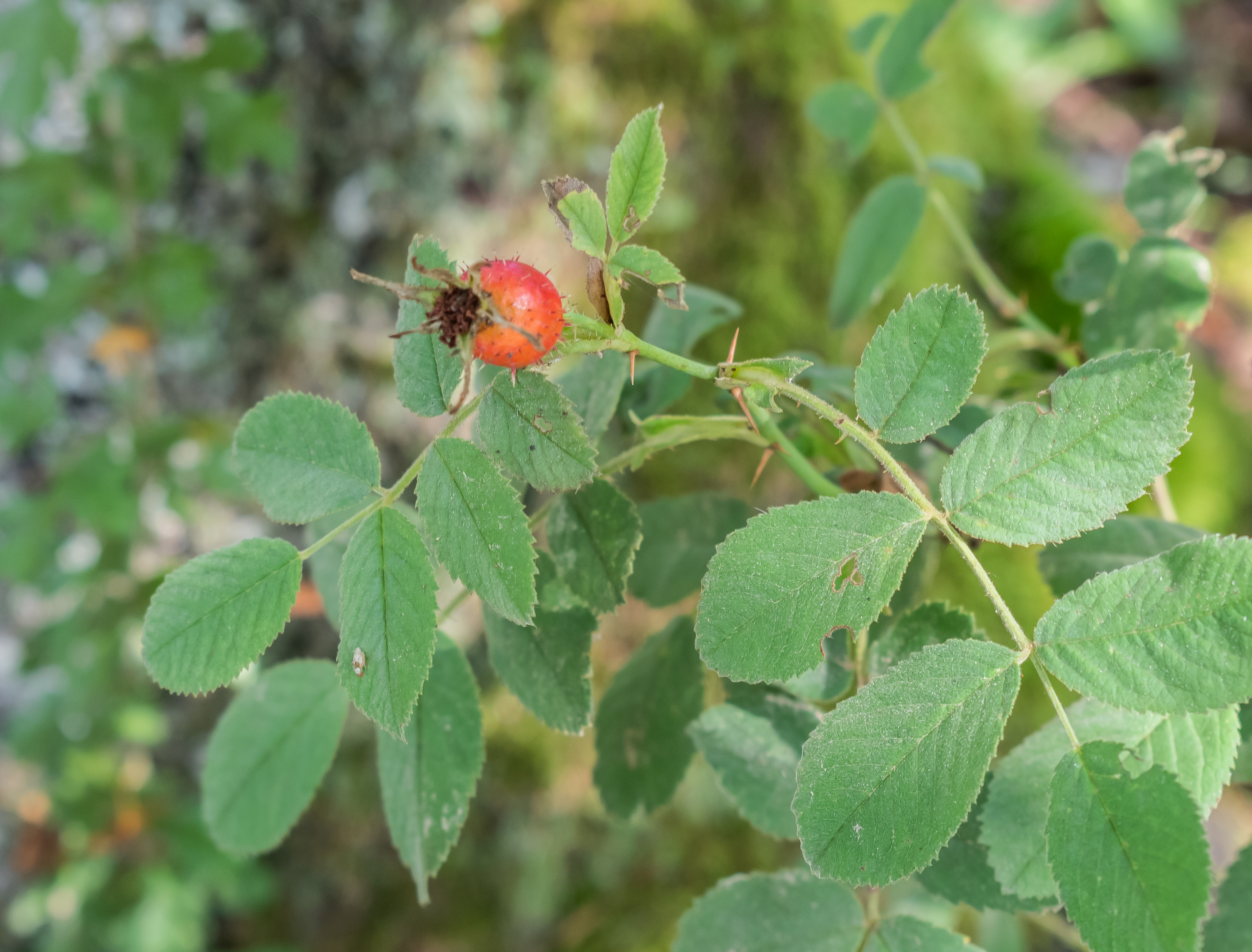

De gedrongen, rechtopgaande struik wordt tot 100-150 cm hoog, is dicht vertakt en vormt uitlopers. De vaak blauwachtige takken zijn haakvormig gestekeld, die een brede basis hebben. De jonge bladeren zijn blauwgroen. De oudere bladeren zijn leerachtig. Het blad is 5- tot 7-delig geveerd met 2-4 cm lange, langwerpig tot breed-eivormige deelblaadjes, die een meestal enkelvoudig gezaagde bladrand hebben. De niet beklierde bladsteel en de bladspil zijn viltig behaard. De steunblaadjes zijn ook behaard en hebben een beklierde rand. De breed eivormige of breed elliptische blaadjes zijn 2-3,5 cm lang en 1,5-2,5 cm breed en hebben een spitse bladtop en een afgeronde bladvoet. Ze zijn bij wrijving geurloos.
De behaarde struweelroos bloeit in juni en juli met tot 4 cm grote, dieproze tot roodachtige bloemen, die een 0,5-1 cm lange, meestal onbeklierde bloemsteel hebben. De grijs- viltigbehaarde kelkbladen zijn schuin tot steil opgericht en staan na de bloei afstaand tot opgericht. De kelkbladen blijven achter bovenop de rozenbottel. De vrije stijl is kort en wollig behaard.
De rode, elliptisch tot bolvormige, meestal onbeklierde, 2-3 cm lange en 1-2 cm brede, rozenbottel is een bloembodem met daarin de nootjesachtige vruchten. De meestal onbeklierde steel van de rozenbottel is 0,5–1 cm lang  Het stijlkanaal is 1,4-2,5 mm groot.
De behaarde struweelroos komt voor op matig droge, meestal kalkrijke grond op zeeduinen, in bermen, heggen, struwelen en langs bosranden. 